# Julija Wiktorowna Jusik
Julija Wiktorowna Jusik (russisch Юлия Викторовна Юзик; geb. 23. Februar 1981 in Donezk) ist eine russische Journalistin, Autorin und Politikerin. Ihre Recherchen über das Phänomen der sogenannten Schwarzen Witwen – tschetschenische Selbstmordattentäterinnen – machten sie in den 2000er-Jahren international bekannt.

## Leben
Nach Abschluss eines Journalistik-Studiums arbeitete sie im Rostower Büro der russischen Boulevardzeitung Komsomolskaja Prawda, wo sie Redaktionsleiterin wurde und später nach Moskau wechselte.
2002 fuhr sie für eine erste, später preisgekrönte Reportage über die Selbstmordattentäterinnen nach Tschetschenien. Nach der Geiselnahme im Moskauer Dubrowka-Theater verließ sie die Zeitung, um auf eigene Faust weiter zu recherchieren. 2003 veröffentlichte sie ihre Arbeit in dem Buch Die Bräute Allahs (russischer Titel: Невесты Аллаха). Das Buch erschien außerhalb Russlands in Deutsch, Französisch, Italienisch, Japanisch, Kroatisch, Lettisch, Norwegisch, Polnisch und Schwedisch.
Ab Januar 2004 arbeitete Jusik für Russki Newsweek.
Nach der Geiselnahme von Beslan im September 2004 interviewte Jusik Überlebende; die Recherchen erschienen ebenfalls als Buch Die Schule von Beslan in Russisch, Deutsch und Französisch.
Bei der Parlamentswahl in Russland 2016 kandidierte Jusik für die Partei der Volksfreiheit im Wahlkreis Nr. 12 in Dagestan und erhielt 0,25 % der Stimmen. Zeitungen berichteten, dass sie von dem russischen Oligarchen Michail Chodorkowski unterstützt wurde.
Nachdem ihre Karriere in Russland stagnierte nahm Jusik 2017 das Angebot an, in Teheran für Iran Today, einen Ableger des staatlichen iranischen Senders Press TV, zu arbeiten. Im Oktober 2019 wurde Jusik bei einem Besuch in Teheran unter dem Vorwurf, mit israelischen Spionen zusammengearbeitet zu haben, festgenommen; laut ihrem geschiedenen Ehemann Boris Wojzechowski drohten ihr zehn Jahre Haft. Wenige Tage später wurde Jusik direkt aus der Haft in Obhut des russischen Botschafters übergeben und wurde nach Russland deportiert. Nach Jusiks Angaben wurde sie in der Haft unter starkem psychischen Stress intensiv verhört, auch habe man ihr mit nicht konkretisierter Folter gedroht.
In dem deutschen Dokumentarfilm Sarema über den Fall der Selbstmordattentäterin Sarema Muschachojewa trat Jusik als Expertin auf.
Jusik ist Mutter von vier Kindern.